# HD138167
HD138167 — хімічно пекулярна зоря спектрального класу
B8 й має видиму зоряну величину в смузі V приблизно  8,8.

## Пекулярний хімічний склад
Зоряна атмосфера HD138167 має підвищений вміст 
Si
.